# Третья тень
«Третья тень» (яп. 第三の影武者, дайсан-но кагэмуся; англ. The Third Shadow) — японский чёрно-белый исторический фильм-драма (дзидайгэки), поставленный на студии «Дайэй» в 1963 году режиссёром Умэцугу Иноуэ. Экранизация романа Норио Нандзё, левого писателя, специализировавшегося на исторических романах, произведения которого отличаются жестокими конфликтами. Среди других экранизаций его произведений наиболее известны: фильм Тадаси Имаи «Повесть о жестокости бусидо» (1963) и «Мурасаки Укёноске» (фильм в двух частях, в заглавной роли Хасидзо Окава). В этом леворадикальном самурайском фильме говорится о тщетности всех честолюбивых замыслов. Герой в погоне за призраками теряет всё, что имеет: семью, любимую, самого себя, погружаясь в пучину безумия. И интригует то, что такие фильмы с пролетарской политикой, встроенной в них, даже несмотря на резкую критику правящего класса, в конечном итоге против намерения отстаивают классовую систему. Ведь у нашего героя не могло быть такой несчастной жизни, если бы он был доволен своим крестьянским статусом. 

## Сюжет
В XVI веке Киноскэ Ниномия, второй сын обедневшего фермера, живёт в горной провинции Хида. Однажды Сахиота Синомура, начальник штаба лорда Ясутаки Икэмото, штаб-квартира которого находится в замке Митая, нанимает на службу Ниномию. Киноскэ используется не как солдат, а чтобы стать двойником лорда. У лорда Ясутаки уже есть два двойника. Первая «тень» — это человек по имени Кувано, чья обязанность — отправляться на поле битвы с лордом, чтобы помочь ему в чрезвычайной ситуации. Второй двойник по имени Хиросэ должен оставаться в замке и готовиться к ночной атаке. 
Киноскэ начинает изучать повадки господина, его манеру говорить и держаться на людях. Он узнал о лорде всё и, как последнее испытание, ему приказывают провести ночь с леди Кохаги, одной из любовниц лорда.
Когда во время битвы стрела попадает в левый глаз лорда, его верноподданный Синомура накладывает на глаз Киноскэ повязку и заставляет его вести войска. Люди Митая, видя живым своего господина, сплачиваются и побеждают врага. В наступившую после битвы ночь, празднуя победу, Синомура, подпоив двойников, приказывает вырезать всем троим по левому глазу, чтобы «тени» соответствовали своему оригиналу. Хиросэ, вторая «тень» лорда пытается убежать, но его убивают. Кувано и Киноскэ вынуждены лишиться своих левых глаз. Этой же ночью было совершено внезапное нападение врага на замок Митая. Кувано приходится принять смерть за господина, а Киноскэ поручено спасать лорда Ясутаку. Киноскэ с лордом бегут по лесу, где раненому и обессилевшему лорду становится плохо. У него гниёт рука. Ясутака приказывает своей «тени» Киноскэ отрубить ему руку. Киноскэ выполняет приказание, но затем до его сознания доходит, что ему самому впоследствии придётся расстаться с собственной рукой, чтоб всё было как у господина. Киноскэ восстаёт и убивает своего хозяина.
Выйдя из леса, Киноскэ встречает Синомуру, который узнав о смерти Ясутаки, решает обмануть мир, сделав Киноскэ главой клана. Подлог будет очень трудно разоблачить, ведь Киноскэ как две капли воды похож на Ясутаку. Киноскэ встречается с Кохаги, которая говорит ему, что она всегда знала, что он не настоящий Ясутака. Кохаги влюблена в Киноскэ и просит его бежать вместе с ней. Но он, обретя теперь неимоверную власть, отказывается жить простой жизнью.
Синомура собирает остатки войска лорда Ясутаки и вместе с мнимым господином они получают приют у хозяина соседних земель, лорда Ёрицунэ Мики. Здесь Киноскэ, войдя в роль Ясутаки, заявляет о своём намерении вернуть фамильный замок. Лорд Мики обещает отдать в жёны «Ясутаке» свою дочь, принцессу Тэрухимэ. Во время жестокой битвы Киноскэ убивает Синомуру, единственного, кто знает тайну его личности и верит, что тем самым он себя обезопасил.
В ночь свадьбы «Ясутаки» с принцессой Тэрухимэ, вассал Ёрицунэ по имени Садамицу Мики срывает маску с Киноскэ. Он обнаружил на теле погибшего Синомуры предсмертное послание, в котором умирающий раскрыл тайну мнимого Ясутаки. Тем не менее Садамицу, который как оказалось был любовником Тэрухимэ, предлагает мнимому лорду сделку. Всё останется на своих местах и он никому не раскроет тайну, если днём Киноскэ будет продолжать играть свою роль Ясутаки, а по ночи в постели принцессы будет проводить Садамицу. Хитрый Садамицу даже в качестве утешения предлагает для Киноскэ жить вместе с его любимой Кохаги. Киноскэ отказывается и Кохаги убивают у него на глазах.
Когда спустя годы Хидэёси Тоётоми объединил всю Японию и захватил замок Митая, в подвале был обнаружен одноглазый и безумный старик, который умер на следующий день.

## В ролях
- Райдзо Итикава — Киноскэ Ниномия / Ясутака Икэмото
- Хидзуру Такатихо — Тэрухимэ
- Масаё Банри — Кохаги
- Сигэру Амати — Садамицу Мики
- Кацухико Кобаяси — Гэнта Кувано
- Рюдзо Симада — Минэнари Хиросэ
- Тацуя Исигуро — Кюдзаэмон Касио
- Рэйко Суми — Урадзи
- Нобуо Канэко — Синомура
- Синдзиро Асано — Санъэмон Ниномия, отец Киноскэ
- Сабуро Датэ — Рюхэй Ниномия, брат Киноскэ
- Гакуя Морита — Судзумо
- Юдзи Хамада — Сосаку Исихара
- Сёдзо Намбу — господин Хори
- Синтаро Нандзё — воин Икэмото

## Премьеры
- — национальная премьера фильма состоялась 21 апреля 1963 года в Токио[1].